# Michael Tinsley
Michael Tinsley (Estados Unidos, 21 de abril de 1984) es un atleta, especialista en la prueba de 400 m vallas, con la que llegó a ser subcampeón mundial en 2013.

## Carrera deportiva
En los JJ. OO. de Londres 2012 gana la plata en los 400 m vallas, tras el dominicano Félix Sánchez, y en el Mundial de Moscú 2013 gana la medalla de plata en la misma prueba, tras el trinitense Jehue Gordon y por delante del serbio Emir Bekrić.